# 梁华新
梁华新（1922年8月—1989年11月），曾用名梁村。壮族。广西金秀人，中华人民共和国政治人物。。

## 生平
生于贫苦农民家庭。1944年入在遵义的浙江大学学习，在中共地下党员教师支持下，组织“救亡工作服务团”开展抗日宣传和服务工作。1944年赴重庆，根据八路军驻重庆办事处负责人的安排，回平乐以小学教师为掩护开展革命工作。1945年12月加入中国共产党。1946年春在柳州龙城中学任教，任中共柳州市特别支部宣传委员，1949年后任忻城地下党特派员、三江县地下党特派员，桂北人民解放总队13大队政委兼龙胜县委书记。
中华人民共和国成立后，历任中央人民政府民族事务委员会委员、修仁县副县长、蒙山县副县长，融水县委书记处书记，桂西壮族自治州副州长，广西壮族自治区民族事务委员会暨民族语言工作委员会副主任、主任，中南局统战工作组副组长，广西民族学院院长，广西壮族自治区党委统战部副部长、统战部部长，自治区党委常委、秘书长，自治区第五届人大常委会副主任兼秘书长、党组副书记。第一、第二、第五、第六届自治区人大代表。